# Café de garbanzo
El café de garbanzo es una bebida a base de garbanzos tostados y molidos, que en tiempos de carestía se ha considerado en varios países como sustituto del café. El café de garbanzo no contiene cafeína.
Se tiene referencia de esta bebida en México, el interior de España, así como en la Provenza francesa, donde lou cafè de cece estaba bastante extendido. En varios países mediterráneos, de donde el garbanzo es originario, se usó en periodos de escasez alimentaria. Se registró en Turquía durante el último periodo del imperio otomano sustituyendo al afamado café turco, y también durante la Primera y la Segunda Guerra Mundial. Actualmente, existe la tradición del café de garbanzo en la villa de Işıkeli, cercana al mar de Mármara. El café de garbanzo de Işıkeli obtuvo en 2023 el reconocimiento de Indicación Geográfica turca.
En la Enciclopedia metódica de Lamarck dice «estos granos, asados hasta ennegrecer, pulverizados y hervidos en agua, imitan muy bien a la bebida de café». Debido al proceso de tostado a altas temperaturas, los azúcares y la asparragina presentes en el grano de garbanzo reaccionan y forman acrilamida, una sustancia química identificada como potencialmente cancerígena. Por esta razón, no se recomienda el consumo continuado de café de garbanzo.  

## Preparación
Una cantidad media de granos secos se asan en sartén hasta prácticamente chamuscarse. Tras moler los garbanzos, se lleva a una decocción con agua hirviendo, a modo del café molido. Se endulza con azúcar y a veces se le agrega una mínima cantidad (menos de una cucharada) de bicarbonato al cazo, lo que contribuye a generar espuma en la bebida.